# Circle of Dead Children
I Circle of Dead Children sono una band deathgrind fondata nel 1998 a Pittsburgh, in Pennsylvania.

## Formazione

### Formazione attuale
- Joe Horvath - voce
- Jason Andrews - chitarra
- Drew Haritan - basso

### Ex componenti
- Dave Good - basso
- Jon Kubacka - chitarra
- Jon Miciolek - batteria
- Mike Rosswog - batteria
- Alf Kooser - basso
- Mike Bartek - batteria

## Discografia
Album in studio
- 1999 - Starving the Vultures
- 2001 - The Genocide Machine
- 2003 - Human Harvest
- 2005 - Zero Comfort Margin
- 2010 - Psalm of the Grand Destroyer

EP
- 2000 - Exotic Sense Decay

Demo
- 1998 - Circle of Dead Children